# Městský hřbitov ve Vrchlabí
Městský hřbitov ve Vrchlabí se nachází ve městě Vrchlabí, západně od klášterního kostela svatého Augustina.

## Historie
Původní pohřebiště leželo u starého jednolodního gotického kostela (předchůdce kostela svatého Vavřince). Poté, co přestával prostorově stačit, byl hřbitov od roku 1805 přesouván na současné místo.
Severní část hřbitova se rozrůstala ve třech etapách. První část byla založena roku 1805, druhá byla vysvěcena 1. listopadu 1880 a třetí díl byl založen roku 1907, kdy město přikoupilo pozemek od Aloisie z Černínu. 20. června 1907 byla vysázena lipová alej v nejmladší horní části hřbitova.
Roku 1910 byla vystavěna židovská část hřbitova. Během období protektorátu byl židovský hřbitov devastován, avšak byl ušetřen. 9. května 1945 zde gestapo popravilo a pohřbilo šest ruských zajatců. Židovský hřbitov zanikl po druhé světové válce, kdy město prodalo náhrobky a místo zplanýrovalo, aby uvolnilo prostor pro urnový háj.

## Popis
Hřbitov je komponován v osové souměrnosti. Jeho centrem je litinový kříž z roku 1880, na kterém nalezneme německý nápis:
„Wer zu mir kommt, den werde ich nicht verstoßen“
(„Kdo ke mně přichází, toho nevyženu“)

Na podstavci najdeme citáty z evangelií svatého Jana a Matouše. Hřbitov lze rozdělit na starší severní část s tradičními hroby a hrobkami a mladší jižní se zaniklým židovským hřbitovem a urnovým hájem.
V nejstarší části hřbitova (1805–1830) stojí raně klasicistní hroby a hrobky, v prostřední části (1830–1900) se zachovalo větší množství pozdně klasicistních a eklekticistních staveb. Nejnovější část hřbitova (1900–1945) obsahuje hroby ve stylu art deco, kubismu, secese, neorenesance a neogotiky.
Je zde také památník obětem dvou světových válek. Původně byl pouze obětem války první světové války, avšak 9. května 1945 zde byli pohřbeni gestapem popravení sovětští vojáci. Zřejmě tu našli místo posledního odpočinku i sovětští strážní z firmy Lorenz, pozdější Tesly. Našli zde prý několik sudů označených lebkou a zkříženými hnáty, které obsahovaly metylalkohol, po jehož požití zemřeli. Celkem by zde měly spočívat ostatky 22 sovětských vojáků.
Pomník obětem válek a soubor hrobek rodin Kostial, Rotter a Jerje jsou chráněny coby kulturní památky.

## Hroby nejznámějších osobností
- David Ettel – papírník, vážený občan, otec Josefíny Kablíkové
- Kleofáš Hollman (1865–1924) – stavitel, architekt, pozdější starosta města
- Ignác Theodor Petera (1840–1904) – zakladatel automobilového průmyslu ve Vrchlabí
- Wilibald Jerie starší (1819–1895) – továrník, poslanec Českého zemského sněmu, mecenáš
- Josefína Kablíková – botanička, lékárnice[pozn. 1]
- Guido Priesel (1890–1918) – průkopník létání a letectví
- Guido Rotter – propagátor lyžování, textilní podnikatel, první prezident Rakouského lyžařského svazu
- Karl Sirowatka – podnikatel, obchodník, propagátor lyžování
- Wenzel Weber (1824–1888) – vrchlabský děkan, poslanec Českého zemského sněmu
- Pavel Wonka (1953–1988) – disident, poslední politický vězeň v Československu, který zemřel ve vězení